# Келлер, Георг Фридрих
Георг Фридрих Келлер (нем. Georg Friedrich Keller; 1806—1849) — немецкий композитор, дирижёр, органист и пианист.

## Биография
Родился в 1806 году в Унтердюррбахе, ныне входящем в состав Вюрцбурга.
Учился в Вюрцбурге. Работал в Кёнигсберге, затем в 1828—1832 гг. был капельмейстером в Риге. В рижский период поставил собственную оперу «Кармелитка» (нем. Die Karmeliterin), писал театральную музыку, в том числе к пьесе Карла фон Хольтея «Роберт-дьявол» и к драме «Тридцать лет, или Жизнь игрока» Дино и Дюканжа.
С 1835 года дирижёр Немецкой оперы в Санкт-Петербурге. Автор, среди прочего, музыки к балетам Филиппо Тальони «Аглая», «Герта» и «Дая». В петербургский же период написана «Торжественная месса» Келлера, посвящённая церковному приходу его родного Унтердюррбаха и сохранившаяся в его архиве; премьера мессы состоялась в 1978 году.
Вернувшись в Вюрцбург, в последние годы жизни работал органистом Вюрцбургского собора. Именем Келлера названа площадь (нем. Georg-Friedrich-Keller-Platz) в Вюрцбурге.
Умер 15 декабря 1849 года. С 1839 года был членом Санкт-Петербургского филармонического общества, которое после его смерти выплачивало пенсию его вдове, которая умерла в 1855 году, а затем сыну, который скончался в 1856 году.